# ببغاء اسود الراس
ببغاء اسود الرأس  (باللاتينية: Pionites melanocephalus) (بالإنجليزية: Black-headed parrot)‏ ، هو نوع ينتمي إلى بستاكيداي (فصيلة: Psittacidae) .